# 白熱のライヴ - Captured Live at the Forum
『白熱のライヴ！』(英語: Three Dog Night was Captured Live at the Forum)は、アメリカ合衆国のバンド、スリー・ドッグ・ナイトが1969年に発表した通算3作目1969年のアルバム。彼らにとって初のライヴ・アルバムである。

## チャート
本作はロサンゼルスの「The Forum」で行われたライブを収録したもので、アメリカの1969年ビルボード週間アルバム・チャートでに最高6位にランクされた。1970年度のビルボード年間アルバム・チャートでは10位を記録している。

## 収録曲
Side 1
1. ヘヴン・イズ・イン・ユア・マインド - "Heaven is in Your Mind" (Jim Capaldi, Steve Winwood, Chris Wood) - 3:23
2. フィーリング・オールライト - "Feeling Alright" (Dave Mason) - 4:55
3. イッツ・フォー・ユー - "It's for You" (John Lennon, Paul McCartney) - 2:02
4. ノーバディ - "Nobody" (Beth Beatty, Dick Cooper, Ernie Shelby) - 3:03
5. ワン - "One" (Harry Nilsson) - 3:37

Side 2
1. チェスト・フィーヴァー - "Chest Fever" (Robbie Robertson) - 7:02
2. イーライズ・カミング - "Eli's Coming" (Laura Nyro) - 3:45
3. イージー・トゥ・ビー・ハード - "Easy to Be Hard" (Galt MacDermot, James Rado, Gerome Ragni) 4:25
4. トライ・ア・リトル・テンダーネス - "Try a Little Tenderness" (Jimmy Campbell, Reginald Connelly, Harry M. Woods) - 6:08

## 参加ミュージシャン
- ダニー・ハットン - ボーカル
- コリー・ウェルズ - ボーカル
- チャック・ネグロン - ボーカル
- マイケル・オールサップ - ギター
- ジミー・グリーンスプーン - キーボード
- ジョー・シェルミー - ベース
- フロイド・スニード - ドラムス